# 西部區 (甘比亞)
西部區（英語：West Coast Division）是西非國家岡比亞的五個行政區之一，首府布里卡馬，北毗班珠爾市、北岸區和下河區，東面和南面是塞內加爾，西臨大西洋，下分9縣，面積1,764平方公里，2010年人口529,280。

## 外部連結
- New name for Western Region

13°15′N 16°19′W / 13.250°N 16.317°W